# در مسیر اشتباه
در مسیر اشتباه (انگلیسی: On the Wrong Trek) یک فیلم کوتاه آمریکایی است که در سال ۱۹۳۶ منتشر شد و لورل و هاردی در آن حضور افتخاری داشتند.

## بازیگران
- چارلی چیس
- روزینا لارنس
- کلارنس ویلسون
- استن لورل
- اولیور هاردی
- بابی برنز
- می والاس